# Tlustá hora (Kudlovská vrchovina, 458 m)
Tlustá hora (458 m n. m.) je vrchol nad jižní částí Zlína. Od roku 1965 zde stojí vysílač Českých radiokomunikací.

## Rozhledna, lesopark a zoo na Tlusté hoře
Při zakládání zlínské pobočky Klubu českých turistů v roce 1926, jejímž zakládajícím členem byl také Tomáš Baťa, vznikla myšlenka vybudovat na Tlusté hoře turistickou útulnu s rozhlednou. V květnu 1927 odkoupila za 900 000 korun firma Baťa pro potřeby města Zlína les Tlustá a bývalé panské pozemky (starostou Zlína byl v letech 1923–1932 Tomáš Baťa). Pracovníci Baťových závodů ihned zpřístupnili les veřejnosti. Základní kámen ke stavbě rozhledny byl slavnostně položen při tradičních zlínských oslavách Svátku práce 1. května 1927.
Rozhledna, kterou projektoval Ing. Vtelenský (autor návrhu ocelové konstrukce, první v ČSR, použité při stavbě zlínského kina), byla umístěna ve výšce 36,5 metru a dosahovala výšky 45 metrů. Na svařovanou ocelovou konstrukci bez použití nýtů nebo šroubů se spotřebovalo 16 tun železa. Monumentální vyhlídková věž byla dostavěna v roce 1933. Protože byl na věž umístěn světlomet sloužící k orientaci letadel, dostala rozhledna přezdívku Maják. Mohutný reflektor leteckého majáku poprvé osvětlil Zlín v předvečer 1. máje 1933.
V roce 1934 byly v okolí věže upraveny cesty, vybudovány chodníky, rozestavěny lavičky a okolí Majáku se změnilo v lesopark. K občerstvení návštěvníků sloužilo bifé umístěné v typicky baťovském dřevěném domku, hájence určené pro hlídače. Lesopark s rozhlednou se staly jedním z nejhezčích výletních míst zlínského kraje a turistickou atrakcí města Zlína. Z rozhledny byl daleký výhled do všech světových stran – z ptačí perspektivy bylo krásně vidět podřevnické údolí, Svatý Hostýn, kostel poutního místa Dubu a za zvlášť jasného počasí i věže svatováclavského dómu v Olomouci.
Koncem jara 1934 začalo postupné stěhování zvířat z městského parku do lesoparku na Tlusté hoře a v první polovině července byla celá zoologická zahrada přestěhována. Zvířata byla umístěna v ohradách a prostorných klecích postavených na prostranství před rozhlednou. Na jaře 1935 se ve společné velké ohradě na Tlusté hoře procházeli daňci, velbloudice a pávi, v sousedství stály dvě klece s opicemi. Další klece obývali dva lvi, Cézar a Betty, dva mývalové, čtyři lišky se třemi mláďaty a jezevec. Dále byli v zoologické zahradě papoušci, andulky, snovači, hrdličky, zlatí, diamantoví a královští bažanti a ochočený srnec.
Situování zlínské zoologické zahrady na Tlusté hoře mělo však jednu nevýhodu – nedostatek vody. Studna u Majáku se neosvědčila a vodu bylo nutné třikrát týdně dovážet ze sousední vesnice. Tím se vydržování zvířat prodražovalo, ale samotným zvířatům pobyt uprostřed vzrostlých stromů vyhovoval.

V dubnu a květnu 1939 bylo v zoo 40 zvířat: uvedení dva lvi, šedý podkarpatský medvěd (Dora), dvojice černých kanadských medvědů, čtyři mývalové, čtyři opice, čtyři lišky, jezevec, morčata, papoušci, páv s pávicemi, v oboře daňci, laně a srnčí zvěř.
Zoologická zahrada na Tlusté hoře existovala ještě v červnu 1940, poté informace chybějí. Zanikla v souvislosti s druhou světovou válkou.
Během okupace ČSR ztratila svou funkci i zlínská rozhledna. Letecký maják byl na rozkaz okupantů vyřazen z provozu, aby neposkytoval orientaci spojeneckým letadlům.
Idylické výletní místo na Tlusté hoře připomínají pozůstatky betonových základů pro klece zvířat a mezi vzrostlými stromy skrytá ocelová konstrukce majákové rozhledny (z původní výšky zkrácená), která není přístupná veřejnosti.